# Савири
Савири (Савири, Суарс, Савар, Савирк између осталих, (сува́ры,грч. Σαβιροι, чув: Сувассен, прес Сувасен, Suvaśśen)) су били номадски туркијски коњички народ који је живео на северу Кавказа почев од касног 5. 7. веку, на источним обалама Црног мора, у области Кубана, и вероватно су дошли из Западног Сибира. Били су вешти у ратовању, имали су вештину коришћења опсадних машина,. велику војску (укључујући жене) и градитељи бродова. Помињани су и као Хуни, што је титула која се односила на разна евроазијска номадска племена у понтско-каспијској степи током касне антике. Сабири су предводили упаде у Закавказје. у касним 400-им/раним 500-им, али су убрзо почели да служие као војници и плаћеници током римско-персијских ратова на обе стране. Њихов савез са Византинцима је поставио основу за каснији хазарско-византијски савез.

## Етимологија
Ђула Немет и Пол Пелиот сматрају туркијском етимологијом за Säbir / Sabïr / Sabar / Säβir / Sävir / Savar / Sävär / Sawār / Säwēr од корена *sap- 'залутати', тј. 'луталице, номади', да требају бити стављени у групу семантички сличних имена: Хазар, Казак, Јазар и Качар.  Ал-Масуди, арапски историчар и картограф, је забележено да су Хазари на перзијском тако именовани, док је на турском то Савир, што имплицира исто семантичко значење, и сродна етногенеза.
Византијски документи обично помињу Савире као Савирои, иако византијски цар Константин VII Порфирогенит (908-959) пише у свом Де администрандо империо да му је мађарска делегација која је посетила његов двор рекла да су се Туркоји (византијски назив за Мађаре) такође некада називали „сабартои аспхалои (sabartoi asphalo)“, израз за који се генерално сматра „постојаним Савирима“. Цар је још увек је редовно слао делегације онима који су остали у региону Кавказа у близини Персије. Могуће је да је нека мађарска група настала од Савира јер се њихово име огледа у Саварду и личном племенском имену Зуард.

## Историја
Године 463. нове ере, Приск помиње да су Савири напали Сарагуре, Огуре и Оногуре, као резултат тога што су сами били нападнути од Авара. Нномадско кретање је почело у време кинеских напада, 450-458, на Роуран каганат.
Године 504. и 515. извршили су нападе око Кавказа, које је била сасанидска северна граница за време владавине краља Кавада I, што је изазвало проблеме Персијанцима у њиховом рату против Византијског царства. Хуне које предводио Зилгибис, 20.000 њих, уствари су били Савири. Они су склопили су споразуме и са Јустином I и са Кавадом I, али су се одлучили за први, што је резултирало обостраним споразумом између Јустина I и Кавада I, и бившим разорним нападом на Зилгибиса и његову војску.
Краљица Боарекс, удовица савирског поглавице Балака (турски балак[)) је 520-их година, се дипломатијом Јустинијана I приближила Византинцима и успешно напала двојицу хунских вођа Астера/Стиракса (погубљеном у Константинопољу) и Агланоса/ Глонес (сасанидски савезник). Владала је над 100.000 људи и могла је да постави војску од 20.000 војника. У бици код Сатале (530), мешовита персијска војска коју је предводио Михр Михрое имала је на својој страни око три хиљаде Савира. У децембру 531. године, Персијанци су позвали многе Савире да пљачкају око Еуфратезије, Кира, Киликије, али је део плена вратио римски магистер милитум.
За време Лазичког рата (541–562), 548. године, заједно са Аланима, Савири су се удружили са Губазом II од Лазике и освојили град Петру у Лазики који су држали Персијанци. Године 551., неки Савири су били у савезу са Бесасом у успешном покушају да отму Петру од Персијанаца, док је осталих четири хиљаде предвођених Михр Михроеом било део неуспешне опсаде Археопоља. Године 556. две хиљаде Савира служило је као тешки пешадијски плаћеници Византијског царства против Прзијског царства. Предводили су их Балмак (турски бармак, „прст“ )), Кутилзис (турски *кут-ил-чи, са кут што значи „величанство“) и Илигер (турски Илиг-ар, „принц-човек“). Извојевали су победу против три хиљаде Дејлемита у близини Археопоља. Осам стотина Дејлемита је убијено у неуспелом налету. Исте године, три хиљаде римских коњаника убило је око пет хиљада Савира, тада савезника Персијанаца.
У оквиру Византијско-персијког рата 572–591, 572–573, Савири су изгубили битку као део сасанидске мешовите војске од Маркијана код Нусајбина. Године 578. око осам хиљада Савира и арапских савезника било је на страни Персијанаца, и извршили су нападе на територију око тадашњих градова Ресене и Констанције.
Сиријски превод Црквене историје Псеудо-Захарија Ретора (око 555) у западној Евроазији забележио је тринаест племена, укључујући сбр (Сабир). Они су описани типичним фразама резервисаним за номаде у етнографској литератури тог периода, као људи који „живе у шаторима, зарађују за живот од меса стоке и рибе, дивљих животиња и својим оружјем (пљачком)“.
Јерменски и арапски извори су их сместили на северни Кавказ, близу Лакса, Алана, Филана, Маската, Сахиб ас-Сарира и хазарског града Самандара. До касног 6. века, доласком панонских Авара у Европу прекинута је Сабирска унија на Северном Кавказу.] Према Теофилакту Симокати, када су Барсили, Оногури и Сабири видели инвазију Уара и Чуна, успаничили су се јер су мислили да су ти освајачи Авари. Менандер Протектор је догађаје поставио између 558. и 560. године. Последњи пут их је поменуо у вези са византијским освајањем Кавкаске Албаније за време владавине Тиберија II Константина (578–582), али ни велике суме новца нису биле довољне да их спрече да се поново придруже Персијанцима.
Били су асимилирани у савезе Хазара и Булгара. Племе Суваз у Волшкој Бугарској повезано је са градом Сувар у истој држави и севернокавкаским краљевством Сувар. Неизвесно је, међутим, да ли су ови Сувари, односно Савари Сабири који су отишли на Северни Кавказ и после 558. године повукли се на Волгу, тамо дошли као резултат стварања хазарске државе, или су то била племена која никада нису отишла на Северни Кавказ, али зауставио се на Волги. Ахмед ибн Фадлан је забележио да су у 10. веку још увек имали свог вођу са „титулом Вирг” (*Vuyrighc туркијски Buyruq), и да је било неких непријатељстава Сувар-Бугара (Suwār-Bulghar).
Не постоје поуздане информације које би подржавале гледиште Михаила Артамонова, који је тврдио да је мешању Сабира и Хазара олакшала њихова заједничка бугарска етничка припадност, или да су они били потурчени Огури (Ogurok). Карољ Цегледи је сматрао да је Хазарска држава састављена од три основне групе, укључујући Сабире.  Дитер Лудвиг је сугерисао да су Хазари били Сабири који су склопили савез са Харезмма. Блиске везе између Мађара и Сабира навеле су Лава Гумиљова да спекулише да су они можда говорили угро језиком (оба термина су истог етимолошког порекла). Ал-Бируни је приметио да је језик Волшких Бугара и Савара био „састављен од турског и хазарског“, док модерни научници попут Ђуле Немета, Лајоша Лигетија и Питера Бенџамина Голдена сматрају да су Сабири говорили стандардним туркијским, а не огурским туркијским.

## Наслеђе
Један број кавкаских топонима потиче од њиховог имена; Шаверан, Самир, Самиркент, Савир-кост, Сивир-дон, Сибир-дон, Сивир, Била-сувар, Севир-оба, Севаре, Сувар, као и Киргизанске пододсеке Савар и Савур/Савир.  Етимологија Чуваша је непозната и популарна теорија прихваћена од стране Чуваша сугерише да је Чуваш шаз-турска адаптација лир-турског Сувара (Савирски народ), етнонима људи за које се широко сматра да су преци модерних Чуваша. Чувашки историчари постулирају да њихова нација води порекло од Савира. На „мари језику” савремени Волшки Татари се зову Суас. Чуваши су такође познати као Суасенмари (што значи суваризовани Мари Sugar-cured Mari), или на финском Суасланмари.

## Поглавице
- Балак (туркијски ``балак, 'дете, дечак',[16] 'млада животиња')[24]
- Боа/Боарез/Боарекс[52] - Савирска краљица, удовица Балака[31][26]
- Балмаг/Бармак (Туркијски barmaq, 'прст')[31]
- Илигер (Туркијски 'човек принц')[31]
- Кутилзис (Туркијски qut-ilči/elči, 'небеска срећа' – 'величанство')[53][24]